# لوسین ویکتور
لوسین ویکتور (انگلیسی: Lucien Victor; ۲۸ ژوئن ۱۹۳۱ – ۱۷ سپتامبر ۱۹۹۵) دوچرخه‌سوار اهل بلژیک بود.
وی در مسابقات کشوری و بین‌المللی در مجموع برندهٔ ۱ مدال طلا شده‌است.